# Gonijoflebijum
Gonijoflebijum (lat. Goniophlebium), biljni rod vazdazelenih trajnica iz porodice osladovki smješten u vlastiti tribus Goniophlebieae, dio potporodice Microsoroideae. Postoji tridesetak vrsta  u tropskoj Aziji.
Rod je opisan u Tentamen Pteridographiae 185, pl. 7, f.13–14. 1836. Tipična vrsta je epifit Goniophlebium subauriculatum .

## Vrste
1. Goniophlebium amoenum (Wall. ex Mett) J.Sm.
2. Goniophlebium argutum (Wall. ex Hook.) J.Sm.
3. Goniophlebium benguetense (Copel.) Copel.
4. Goniophlebium bourretii (C.Chr. & Tardieu) X.C.Zhang
5. Goniophlebium coadunatum Barcelona & M.G.Price
6. Goniophlebium demersum (Brause) Rödl-Linder
7. Goniophlebium dielseanum (C.Chr.) Rödl-Linder
8. Goniophlebium fieldingianum (Kunze ex Mett.) T.Moore
9. Goniophlebium formosanum (Baker) Rödl-Linder
10. Goniophlebium hendersonii (Atk.) Bedd.
11. Goniophlebium korthalsii (Mett.) Bedd.
12. Goniophlebium lachnopus (Wall. ex Hook.) J.Sm.
13. Goniophlebium manmeiense (Christ) Rödl-Linder
14. Goniophlebium mehipitense (C.Chr.) Parris
15. Goniophlebium mengtzeense (Christ) Rödl-Linder
16. Goniophlebium mieheorum (Fraser-Jenk.) comb.ined.
17. Goniophlebium niponicum (Mett.) Bedd.
18. Goniophlebium percussum (Cav.) W.H.Wagner & Grether
19. Goniophlebium persicifolium (Desv.) Bedd.
20. Goniophlebium prainii Bedd.
21. Goniophlebium pseudoconnatum (Copel.) Copel.
22. Goniophlebium raishaense (Rosenst.) L.Y.Kuo
23. Goniophlebium rajaense (C.Chr.) Parris
24. Goniophlebium serratifolium Brack.
25. Goniophlebium simonsianum (Fraser-Jenk. & Shalimov) comb.ined.
26. Goniophlebium someyae (Yatabe) Ebihara
27. Goniophlebium subamoenum (C.B.Clarke) Bedd.
28. Goniophlebium subauriculatum (Blume) C.Presl
29. Goniophlebium terrestre Copel.
30. Goniophlebium transpiananense (Yamam.) L.Y.Kuo
31. Goniophlebium wattii (Bedd.) Panigrahi
32. Goniophlebium yunnanense (Franch.) Bedd.
33. Goniophlebium ×ekstrandii Hoshiz.

## Sinonimi
- Metapolypodium Ching; Acta Phytotax. Sin. 16(4): 28 (1978)
- Polypodiastrum Ching; Acta Phytotax. Sin. 16(4): 27 (1978)
- Polypodiodes Ching; Acta Phytotax. Sin. 16(4): 27 (1978)
- Polypodium sect.Goniophlebium Blume; Fl. Javae, Fil. 132 (1828)
- Schellolepis J.Sm.; Ferns Brit. For. 82 (1866)